# 總寧寺 (市川市)
總寧寺（そうねいじ・総寧寺）は、千葉県市川市にある曹洞宗の寺院。江戸時代に関三刹として曹洞宗の宗政を司った。山号は安国山（あんこくざん）。隣接して里見公園がある。

## 歴史
永徳3年（1383年）、近江守護の佐々木氏頼（六角氏頼）が通幻寂霊を招聘して、同国坂田郡寺倉村（現在の滋賀県米原市寺倉）に總寧寺として建立した。
享禄3年（1530年）、戦乱によって焼失。8世住持越翁宗超は、遠江国掛川に退避して同地に常安寺として再建した。この常安寺は永禄年間に戦乱によって焼失。住持らは常陸国に落ち延びた。なお、元の總寧寺跡地には新庄直忠によって寺が再興されて寺号もそのままの總寧寺として現存している。
天正3年（1575年）、常安寺は北条氏政によって関宿宇和田（現在の埼玉県幸手市）に移転。これは常安寺再建を図る11世住持義翁盛訓の嘆願と関宿城の簗田氏に対する氏政の牽制策の合致によるとされている。その後、総寧寺の旧称に復す（時期は不詳）。北条氏からは20貫、同氏滅亡後の新領主・徳川氏からは改めて20石が与えられた。
元和3年（1617年）、徳川秀忠によって関宿内町（現在の千葉県野田市）に移転。寛文3年（1663年）、徳川家綱によって現在地（国府台城跡地）に移転。これは江戸川の洪水を避けるためという。2年後に寺領として128石5斗を与えられ、曹洞宗関東僧録司となった。
寺は嘉永3年頃（1850年）焼失し、文久2年（1862年）再興された。明治維新後、寺領が新政府により上知されている。

## 文化財
- 里見弘次の墓
- 小笠原貞頼の墓
- 里見甫の墓（岸信介による墓碑）

## 所在地
- 千葉県市川市国府台3-10-1

## 交通アクセス
- 京成電鉄本線 国府台駅から徒歩で約16分。